# Tunas Samureda (schip, 1989)
De Tunas Samudera is een in 1989 door Brooke Yachts, in het Verenigd Koninkrijk, gebouwde schoener. Momenteel is het schip in gebruik als een Maleisisch opleidingsschip.